# 姚學禮
姚學禮（1460年—？年），字以立，四川重慶府巴縣人，府軍前衛籍，明朝政治人物。

## 生平
弘治五年（1492年）壬子科順天鄉試第一名舉人。弘治六年（1493年）癸丑科進士。授監察御史。正德元年（1506年），因與陸崑等人進諫，得罪劉瑾等下詔獄。劉瑾被誅后，起用為雲南僉事，官至雲南參議。

## 家族
曾祖姚文，祖姚常，父姚伯高，母舒氏。